# Zastave jugoslovenskih socijalističkih republika
Zastave jugoslovenskih socijalističkih republika su definisane u svakoj od sastavnih republika Socijalističke Federativne Republike Jugoslavije (do 1963. to su bile narodne republike, sastavni delovi FNRJ). Zastava socijalističke republike je bila isticana zajedno sa zastavom SFRJ povodom nacionalnih praznika i drugih posebnih prilika.
Pojedinačne zastave šest Socijalističkih republika SFRJ su ovako izgledale:
| SR Bosna i Hercegovina | SR Makedonija | SR Slovenija |
| SR Srbija              | SR Hrvatska   | SR Crna Gora |

Zastave su zasnovane na starim istorijskim zastavama jugoslovenskih nacija, koje uglavnom koristile panslovenske boje, crvenu, belu i plavu. Sve su bile ukrašene komunističkim simbolom, crvenom zvezdom. 
Makedonska i bosanska zastava su odstupale od obrasca: zastava makedonske republike je bila novokreirana i sastojala se od proste crvene zastave, još jednog simbola komunizma, sa crvenom zvezdom oivičenom žutim (zlatnim) u gornjem levom uglu. Bosna i Hercegovina se odlikovala nacionalnom mešovitošću, pa je i njena zastava bila crvena, sa malom jugoslovenskom zastavom u gornjem levom (uz jarbol) uglu. 
Od zastava jugoslovenskih socijalističkih republika, srpska i crnogorska zastava su bile identične.